# 38461 Jiřítrnka
(38461) Jiřítrnka, denumire internațională (38461) Jiritrnka, este un asteroid din centura principală de asteroizi.

## Descriere
38461 Jiřítrnka este un asteroid din centura principală de asteroizi. A fost descoperit pe 15 octombrie 1999 la Observatorul din Ondřejov de Petr Pravec. Asteroidul prezintă o orbită caracterizată de o semiaxă mare de 3,17 ua, o excentricitate de 0,05 și o înclinație de 0,3° în raport cu ecliptica.